# Maja Keuc
Maja Keuc (n. 16 ianuarie 1992, Maribor, Slovenia) este o cântăreață care a reprezentat Slovenia la Concursul Muzical Eurovision 2011 cu piesa „No One”, clasându-se pe locul 13 în finală.
1. ↑  Maja Keuc, Discogs, accesat în 9 octombrie 2017
2. ↑  CONOR.SI[*] Verificați valoarea |titlelink= (ajutor)